# Brady (Nebraska)
Brady és una població dels Estats Units a l'estat de Nebraska. Segons el cens del 2000 tenia 366 habitants.

## Demografia
Segons el cens del 2000, Brady tenia 366 habitants, 155 habitatges, i 110 famílies. La densitat de població era de 428,2 habitants per km².
Dels 155 habitatges en un 31,6% hi vivien nens de menys de 18 anys, en un 60,6% hi vivien parelles casades, en un 9% dones solteres, i en un 29% no eren unitats familiars. En el 27,1% dels habitatges hi vivien persones soles l'11% de les quals corresponia a persones de 65 anys o més que vivien soles. El nombre mitjà de persones vivint en cada habitatge era de 2,36 i el nombre mitjà de persones que vivien en cada família era de 2,87.
Per edats la població es repartia de la següent manera: un 26% tenia menys de 18 anys, un 8,7% entre 18 i 24, un 27% entre 25 i 44, un 22,1% de 45 a 60 i un 16,1% 65 anys o més.
L'edat mediana era de 37 anys. Per cada 100 dones de 18 o més anys hi havia 86,9 homes.
La renda mediana per habitatge era de 29.000 $ i la renda mediana per família de 33.889 $. Els homes tenien una renda mediana de 26.563 $ mentre que les dones 16.833 $. La renda per capita de la població era de 14.024 $. Aproximadament el 12,5% de les famílies i el 15,3% de la població estaven per davall del llindar de pobresa.

## Poblacions més properes
El següent diagrama mostra les poblacions més properes.